# Christophe Agnolutto

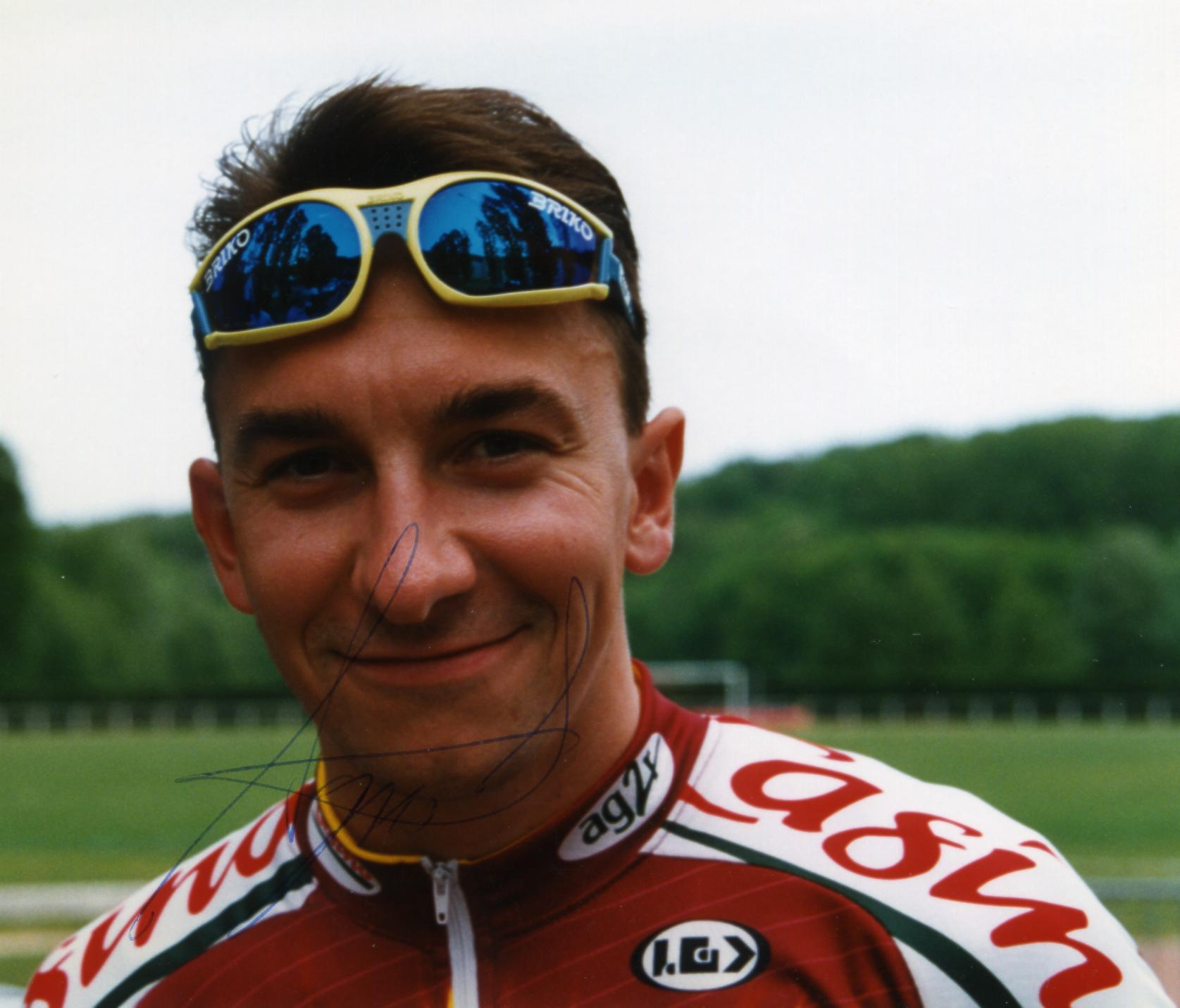
Christophe Agnolutto (1997)

Christophe Agnolutto (* 6. Dezember 1969 in Soisy-Sur-Montmorency) ist ein ehemaliger französischer Radrennfahrer.
Christophe Agnolutto begann seine Karriere 1996 bei dem französischen Radsportteam Casino, dem späteren Team ag2r. 1997 konnte er seinen ersten großen Erfolg feiern. Erst gewann er die dritte Etappe der Tour de Suisse von  Basel nach La Chaux-de-Fonds und in den nächsten Tagen entschied er auch die Gesamtwertung für sich. Im folgenden Jahr gewann er eine Etappe bei der Tour de Romandie und beendete die Tour de France mit seinem besten Ergebnis auf Platz 31. Bei der Tour de France gewann er die sechste Etappe von Tours nach Limoges. Seit 2005 fuhr Agnolutto für das französische Professional Continental Team Agritubel. Seinen letzten Profisieg meisterte er im August 2005 mit einem Etappensieg bei der Tour du Poitou-Charentes. Ende 2006 hat er seine Karriere beendet.

## Erfolge
1997
- Gesamtwertung und eine Etappe Tour de Suisse

1998
- eine Etappe Tour de Romandie

2000
- eine Etappe Tour de France

2005
- eine Etappe Tour du Poitou-Charentes

## Teams
- 1996 Casino
- 1997 Casino
- 1998 Casino
- 1999 Casino
- 2000 Ag2r Prévoyance
- 2001 Ag2r Prévoyance
- 2002 Ag2r Prévoyance
- 2003 Ag2r Prévoyance
- 2004 Ag2r Prévoyance
- 2005 Agritubel-Loudun
- 2006 Agritubel